# Batalla de Rovirans
Batalla de Rovirans fue una batalla llevada a cabo en el año 992 (otras fuentes dicen que 985) en la que lucharon los ejércitos invasores de Almanzor y el ejército condal de Borrell II. Según las crónicas de la época, Barcelona cayó bajo el yugo musulmán en los últimos años del siglo X aunque los condados catalanes no se rindieron sin luchar. Una de las acciones bélicas de esta invasión fue la batalla de Rovirans (algunas crónicas la sitúan cerca de la actual Tarrasa). En la batalla de Rovirans el conde Borrell II se lanzó junto a su guardia personal (formada por 500 jinetes) hacia el grueso de las tropas árabes. Borrell II pereció en la batalla y las fuerzas cristianas fueron derrotadas.